# Zangezur-corridor
De Zangezur-corridor (Armeens: Զանգեզուրի միջանցք, geromaniseerd: Zangezuri mijantsk; Azerbeidzjaans: Zəngəzur dəhlizi), ook wel Sjoenik-corridor of Nachitsjevan-corridor genoemd, is een Azerbeidzjaans concept voor een transportcorridor door de Zuid-Armeense provincie Sjoenik, die Azerbeidzjan ongehinderde doorgang zou moeten geven tot Nachitsjevan, een Azerbeidzjaanse exclave. De naam is afgeleid van de Azerbeidzjaanse benaming "Zangezur" voor Sjoenik.

## Geopolitieke betekenis
In brede zin zou het plan een geopolitiek belangrijke transportcorridor openen die Turkije zou verbinden met de rest van de Turkse wereld in Centraal-Azië, en omgekeerd Azerbeidzjan via Turkije met Europa. Het plan wordt gepromoot door Azerbeidzjan en Turkije. De terminologie, de mogelijke routes en de modaliteiten van de transportverbindingen werden sindsdien twistpunten tussen Azerbeidzjan en Armenië, die sinds 1989 een wederzijdse grensblokkade handhaven.

## Achtergrond

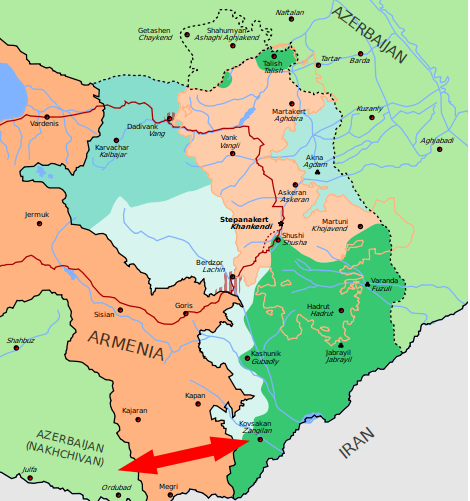
De rode pijl is een schematische voorstelling van de corridor.

Het concept van een vervoersverbinding tussen centraal-Azerbeidzjan en Nachitsjevan door Armenië werd op 10 november 2020 vastgelegd in een overeenkomst tussen de regeringsleiders van Rusland, Armenië en Azerbeidzjan, die de 44-daagse oorlog in Nagorno-Karabach beëindigde. In het laatste van negen punten werd afgesproken dat "alle economische en vervoersverbindingen in de regio worden vrijgemaakt" en werd dit gespecificeerd met:

De Republiek Armenië garandeert de veiligheid van de transportverbindingen tussen de westelijke regio's van de Republiek Azerbeidzjan en de Autonome Republiek Nachitsjevan, teneinde een onbelemmerd verkeer van personen, voertuigen en vracht in beide richtingen mogelijk te maken. De grensbewakingsdienst van de Russische Federale Veiligheidsdienst is verantwoordelijk voor het toezicht op de transportverbindingen.

In de overeenkomst werd ook een (nieuwe) vijf kilometer brede Laçın-corridor afgesproken voor de verbinding Armenië - Nagorno Karabach door Azerbeidzjaans grondgebied, voor exclusief gebruik door Armeniërs en onder Russische bescherming. Dit was voor Azerbeidzjan het opstapje om iets soortgelijks te eisen, wat ze uitwerkte tot de zogeheten “Zangezoer-corridor”, alhoewel de overeenkomst niet expliciet sprak over een corridor met Nachitsjevan, maar slechts een transportverbinding. Deze gelijkstelling met de Laçın-corridor verviel in 2023, toen Azerbeidzjan Nagorno-Karabach geheel veroverde en de Armeense bevolking wegvluchtte.

### Azerbeidzjaans standpunt
Voor Azerbeidzjan is een solide en vrije verbinding over land met de exclave Nachitsjevan van groot economisch belang. Vanwege de wederzijds gesloten Armeens-Azerbeidzjaanse grenzen is de exclave voor wegtransport vanuit Azerbeidzjan alleen via Iran bereikbaar en zijn de meeste reizigers op een vliegverbinding aangewezen. De twee partijen verschilden van mening over de betekenis van "onbelemmerd verkeer" in de overeenkomst van 2020. De Armeense interpretatie was dat grenscontrole dit niet in de weg staat, maar volgens Azerbeidzjan zou dat juist wel het geval zijn en eiste ze een passage zonder enige vorm van Armeense controle, een zogeheten "extraterritoriale corridor".

### Armeens standpunt

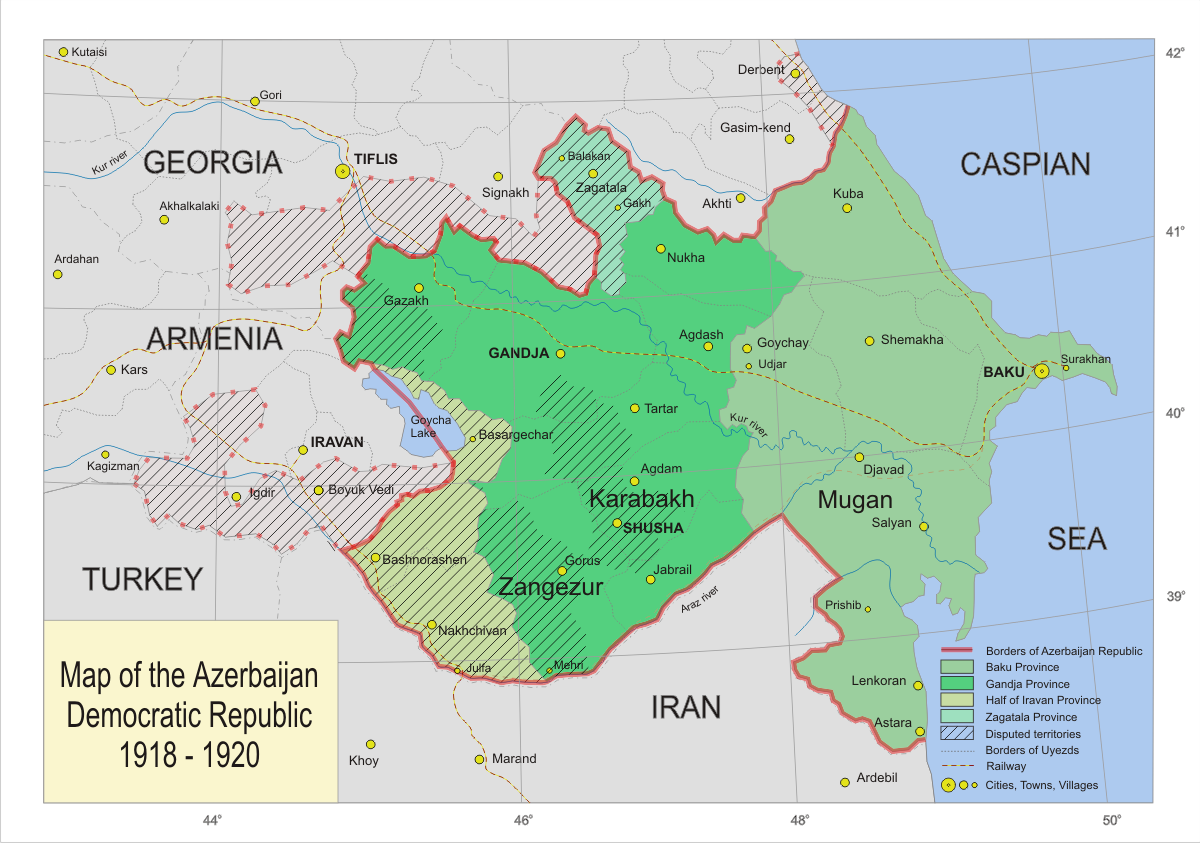
De Armeense weerstand tegenover de corridor werd voornamelijk gedreven door een vrees voor Azerbeidzjaans irredentisme en een territoriale claim op Sjoenik (Zangezur). Het was betwist gebied tussen beide landen in de periode 1918 en 1920 (let op: Azerbeidzjaanse interpretatie van de grenzen van de Democratische Republiek Azerbeidzjan).

Armenië was van meet af aan tegen een dergelijke exclusieve corridor voor Azerbeidzjan, alsmede tegen de terminologie "corridor" in combinatie met "extraterritoriaal" (buiten Armeens gezag geplaatst), omdat dit in de ogen van Armenië een mate van Azerbeidzjaanse soevereiniteit erover suggereerde, via welke route dan ook, in wat onbetwist Armeens grondgebied is. Vanwege de ligging van Nachitsjevan werd een verbinding door de zuid-Armeense provincie Sjoenik al snel als logische consequentie gezien en zette Azerbeidzjan daar expliciet op in.
De Armeense gevoeligheid voor een exclusieve Azerbeidzjaanse corridor door dit gebied heeft alles te maken met Azerbeidzjaans irredentisme, de historische territoriale claims die worden gelegd op Sjoenik (Zangezur voor Azerbeidzjan), wat teruggaat naar de Armeens-Azerbeidzjaanse Oorlog een eeuw eerder. De Armeense bezwaren en het gebrek aan voortgang in de gesprekken over een dergelijke transportverbinding verleidden president Ilham Alijev tot dreigen met geweld om de corridor te openen als Armenië bleef vertragen.

### Amerikaans voorstel
Met de jaren raakte de Russische rol als voorgenomen autoriteit over de corridor steeds verder uit zicht. De sinds 2020 gestationeerde Russische vredestroepen in Nagorno-Karabach, die de Laçın-corridor moesten bewaken, werden na de Azerbeidzjaanse verovering van heel Nagorno-Karabach in 2023 door Azerbeidzjan weggestuurd. Daarnaast raakte de Armeense relatie met Rusland door deze laatste oorlog bekoeld, vooral door het gebrek aan rugdekking dat Armenië had ervaren. Ze werkte Rusland stap voor stap het land uit met betrekking tot de bewaking van de grenzen met Turkije en Iran.
In juli 2025 kwam een voorstel van de Verenigde Staten naar buiten om de patstelling ten aanzien van de corridor te doorbreken. Gebaseerd op een eerder EU-voorstel, behelst het plan een Amerikaanse commerciële exploitant van de corridor voor de duur van honderd jaar, als neutrale garant voor de route die Azerbeidzjan en Turkije nastreven. Het idee achter het plan is dat de Armeense soevereiniteit over de corridor gewaarborgd blijft, maar dat de logistieke afhandeling bij een neutrale partij ligt. De Armeense regering reageerde hierop terughoudend, maar niet afwijzend.
Begin augustus 2025 werd na bemiddeling door president Donald Trump in Washington een principieel akkoord bereikt dat een einde moest maken aan het langdurig conflict tussen Azerbeidzjan en Armenië. Het akkoord omvatte ook afspraken voor een door de VS te beheren versie van de Zangezoer-corridor, nu omgedoopt tot de “Trump-route voor Internationale Vrede en Welvaart” (“Trump Route for International Peace and Prosperity”, TRIPP).

## Voorgestelde route

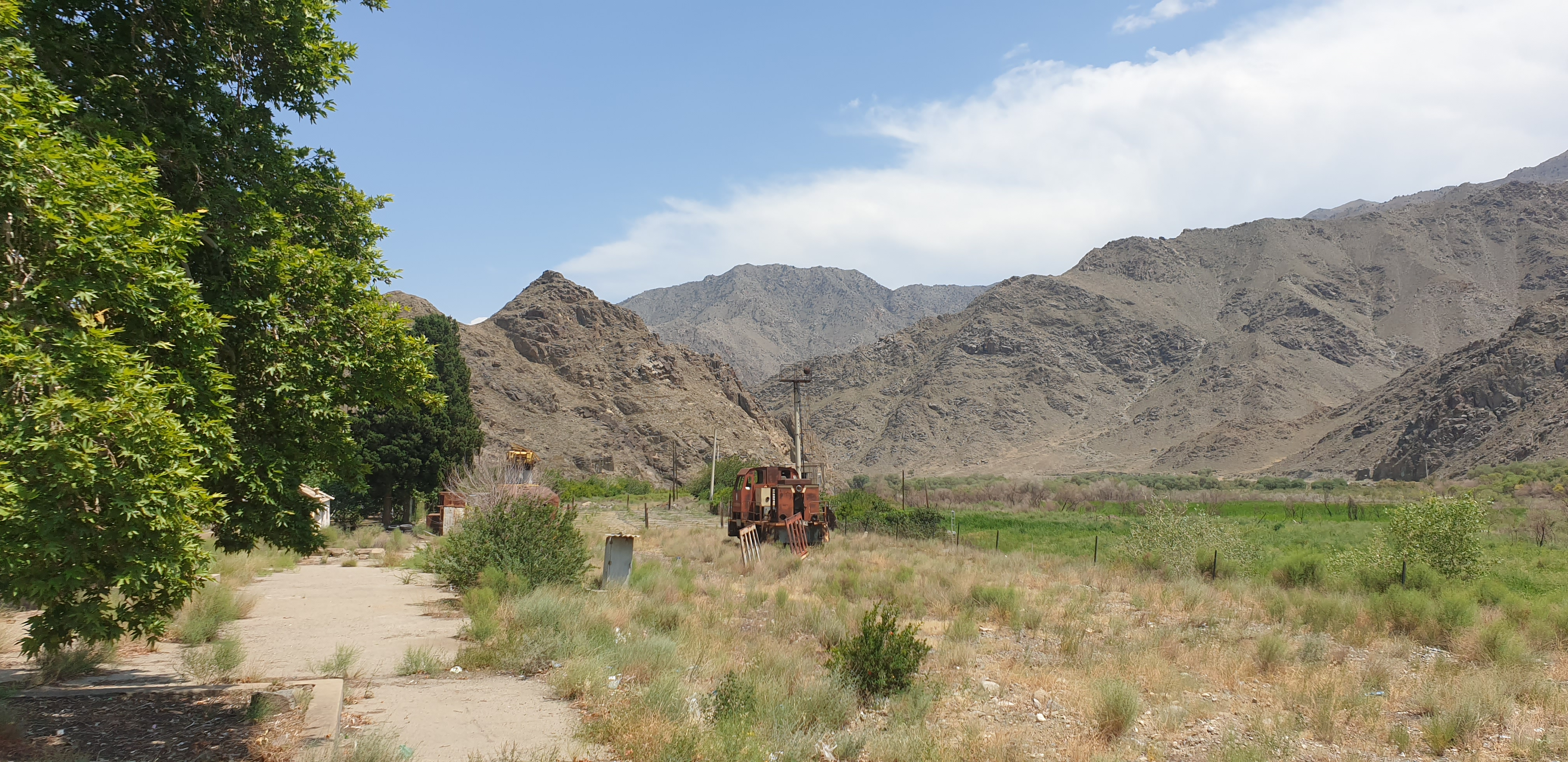
Restanten van de oude Sovjet-spoorlijn bij Megri.

Azerbeidzjan en Turkije maken zich sinds de overeenkomst van 2020 hard voor een exclusieve autoweg- of spoorcorridor langs de noordoever van de Aras-rivier. Deze rivier vormt de grens tussen Iran aan de zuidkant en Armenië en Azerbeidzjan ten noorden ervan. Dit was de meest voor de hand liggende route, omdat de infrastructuur er voor het grootste deel al ligt en de route geen moeilijke bergpassages kent, wat elders tussen de twee landen wel het geval is.
In de Sovjet-periode werd in 1941 langs de rivier een spoorlijn naar Julfa in Nachitsjevan geopend, maar deze is sinds de jaren 90 niet meer in gebruik en is deels opgebroken. Ook ligt er een autoweg langs de rivier, die tevens rond de landsgrenzen opgebroken is. In 2022 stelde Armenië dat ze het 45-kilometer lange spoortraject langs Megri voor 200 miljoen dollar zou gaan herbouwen, als onderdeel van de verbinding Horadiz-Megri-Julfa-Jerasch tussen Azerbeidzjan, Nachitsjevan, Turkije en noord-Armenië.

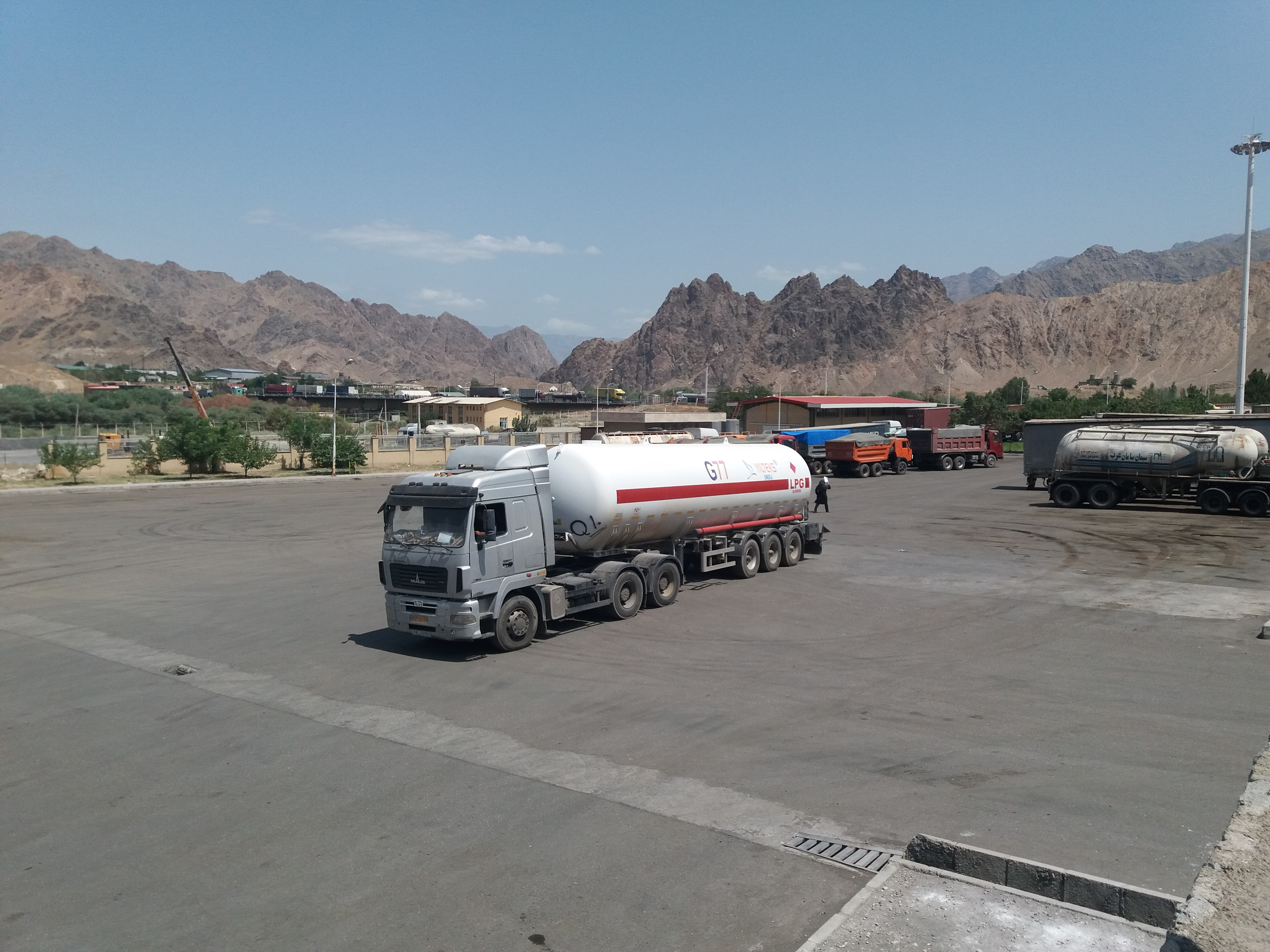
Armenië en Iran waren bezorgd dat de Zangezur-corridor hun eigen transportbelangen via de grenspost bij Nordoez in gevaar zou brengen.

Armenië had naast principiële bezwaren over het concept van een corridor ook praktische bezwaren ten aanzien van de voorgenomen route, parallel langs de Iraanse grens. Bezwaren die ook door Iran gedeeld werden. Beide landen hebben goede economische relaties en zijn wederzijds afhankelijk van de noordzuid verbinding door Armenië en de grenspassage over de rivier de Aras bij Megri. Een exclusieve oost-westcorridor voor Azerbeidzjan vlak langs de grens en die niet onder Armeens gezag staat, zou de Armeense en Iraanse bilaterale belangen teveel compromitteren.

### Alternatieven
Armenië heeft tegenover Azerbeidzjan alternatieve voorstellen gedaan, zoals in 2023 het "Crossroads to Peace" plan, dat voorziet in het openen van grensposten en vrije Azerbeidzjaanse passage over welke Armeense (spoor)weg dan ook voor vervoer naar Nachitsjevan. Voor Armenië is de crux dat er geen exclusieve corridor door het land komt waarbij het niks meer te zeggen krijgt erover.